# 水酸化マンガン(II)
水酸化マンガン(II) （すいさんかマンガン に）は、化学式 Mn(OH)2 で表される2価のマンガンの水酸化物である。天然鉱物としてはキミマン鉱 (pyrochroite) として産出する。

## 合成
空気を遮断し、酸素を含まない塩化マンガン(II) の希薄水溶液に、炭酸塩や酸素を含まない過剰の水酸化カリウム水溶液を加え、水素を通じながら加熱したあと、冷却すると結晶が析出する。
{\displaystyle {\ce {Mn^{2+}(aq)\ + 2OH^-(aq) -> Mn(OH)2}}}

## 性質
淡桃色を帯びた白色の結晶または粉末で、六方晶系の水酸化カドミウム型構造をとり、その格子定数は a = 3.34 Å、c = 4.68 Å である。
空気中では容易に酸化され、3価および4価の水和酸化物を生成して褐色に変化しやすい。
{\displaystyle {\ce {4Mn(OH)2\ + O2 -> 4MnO(OH)\ + 2H2O}}}
水酸化鉄(II) と比較すれば還元作用は弱いが、塩基性では還元作用を示し、その標準酸化還元電位は以下の通りである。
{\displaystyle {\ce {Mn2O3\ +3H2O\ +2{\mathit {e}}^{-}=2Mn(OH)2\ +2OH^{-}\ ,}}} {\displaystyle E^{\circ }={\rm {-0.25\ V}}}
水にはわずかに溶解し、希酸およびアンモニウム塩水溶液にたやすく溶解する。その溶解度積は以下の通りであり、他の重金属水酸化物に対し比較的大きく、塩基性も強い。
{\displaystyle {\ce {Mn(OH)2\ \rightleftarrows \ Mn^{2}+(aq)\ +2OH^{-}(aq)\ }}}, {\displaystyle {K}sp=1.6\times 10^{-13}}
希アルカリ水溶液にはほとんど溶解しないが熱濃アルカリ水溶液には幾分溶解してマンガン(II) 酸塩を生じる。
{\displaystyle {\ce {Mn(OH)2\ +OH^{-}\ \rightleftarrows \ \ [Mn(OH)3]^{-}\ }}}, {\displaystyle {\rm {K=10^{-5}}}}